# رشيد نخلة
رشيد نخلة (1873 - 1939) شاعر لبناني لقب بأمير الزجل.

## نشأته وأعماله
ولد الشاعر رشيد نخلة في 6 شباط (فبراير) 1873 في بلدة الباروك. تعلم في بيته أولا ثم في مدرسة عين زحلتا ثم في مدرسة سوق الغرب الأميركية. باشر الوظائف، كاتب تحرير قائم مقامية بلاد الشوف، ثم في الجندية اللبنانية، فمدير العرقوب الشمالي 1907 خلفاً لوالده، وقائم مقام جزّين 1911. ثم تولى مديرية دير القمر الممتازة في 1914، وفي سنة 1915 نفي إلى القدس، وفي 1918 عين رئيس القلم العربي، ومدير معارف لبنان، فمدير الأوقاف والأديان والمصالح العامة في الجبل، وهذه الوظيفة أنشئت خصيصاً له، وألغيت عندما انفصل عنها. وفي عام 1920 عين مفتشاً للأمن العام. وفي 1925 عين محافظاً لصور، وبقي في المحافظة خمسة أعوام إلى أن أحيل سنة 1930 إلى التقاعد، وبرغم هذه المناصب احتقر نخلة السياسة ووصفها بشتّى النعوت: «قبر المروءة» و«حرفة المصلحة» ز«صناعة الحيلة»
في عام 1912 أسَّس جريدة الشعب في عين زحلتا، وكانت تُوزَّع مجّاناً «في سبيل الحرّية ولوجه الأدب» وحين عهد بها إلى ابنه ووحيده، الشاعر الشهير أمين نخلة كتب له:

## الإنتاج الشعري
جُمعت أزجاله في كتاب بعد وفاته عنوانه «معنّى رشيد نخلة» بإشراف ابنه، الشاعر أمين نخلة، طبع في 1945 ببيروت، ونشر شعره في صحف كثيرة ومجلات، ومنها: البرق والمعرض والمكشوف، وله ديوان عنوانه ديوان الشاعر السماوي

## الأعمال الأخرى
من أعماله المطبوعة قصة صغيرة بعنوان محسن الهزان في بيروت 1936 ثم طبعت في البرازيل عام 1940 ثم في صيدا ودمشق تحت اسم مستعار (د. ت)، و«غريب الدار» وهو كتاب في المراثي - بعبدا 1897، و«العواطف اللبنانية» - بيروت 1910 - و«كتاب المنفى»، قدم له أمين نخلة - منشورات المكتبة العصرية - بيروت 1956.
ومن أعماله المخطوطة: رواية عنتر وكتاب الماضي ومذكرات رشيد نخلة إضافة إلى رسائل رشيد نخلة. ورشيد نخلة هو شاعر أرسل أهازيجه بالفصحى وبالعامية، فقطّر فيها روحه اللبناني وحسّه الجمالي، وحرص على عذوبة الإيقاع وقوة الإفصاح عن العاطفة، فالتقى شعره وزجله عند جمال التصوير وفخامة الوصف وحماسة النفس وبلاغة التعبير.
ورشيد نخلة هو ناظم نشيد لبنان الوطني عام 1926 ولقب بامير الزجل سنة 1933 وهو أول من لقب بذلك في لبنان. وحين توفي عام 1939 في الباروك، رثاه الشاعر خليل مطران وقال: إذا ما روضة الآداب باهت... بعالي الدوح باهينا بنخلهْ كما رثاه شبلي ملاط بقوله:
الواسع الصدر، إلاّ أن يقال له..... لبنان قد مسَّه ضيم فيحتدمُ
كتب رشيد نخلة روايته محسن الهزان وظلت مخطوطة عنده سنوات طويلة حتى جاء أمير الشعراء أحمد شوقي زائرا للبنان عام 1925 فدعاه نخلة إلى بيته ودار حديث بينهما عن الشعر الملحمي. وذكره براوية «محسن الهزان» فطفق يبحث عنها، حتى وجدها، ثم التقاه مرة أخرى بعد أيام، وأخذ يقرأ عليه منها، ومن أشعاره، وفي مقدمة الرواية كتب نخلة يقول: "ثم سبح بي العمر، فغرقت رواية محسن في النسيان دون أن يعلم بها أحد، حتى نزل أمير الشعراء شوقي لبنان عام 1925 وعقدنا ذلك الوداد الذي لا يفت فيه غياب الوجوه، واختلاف الدنياوات، فذكر شوقي مرة عندنا في البيت قضية الملحمة في الشعر العربي، فأذكرني رواية محسن فطفقت افتش عنها وراء غبار الماضي، وأجمع أبياتها المبعثرة، وأصلح برأي الكهولة عبث الصبا فيها، حتى تم لي ذلك بعد جهد كثير، وكان من سروري فوق ما اصف حين أقبلت على شوقي بعد أيام اقرأ عليه طائفة من محسن، وهو يطرب ويستعيد هذا المقطع مرة مرة ومرتين مرتين:
ونظم رشيد نخلة روايته بأسلوب الزجل اللبناني، وبعدها ارتأى تنظيمها على الطريقة الدارجة بالشعر النبطي أو الشروقي كما يسميه، ونظم مقاطع منها، لكنه اضاعها ولم يعثر عليها، حتى جاء ابنه امين نخلة فبحث عنها ووجدها.
كما أورد لنا أمين نخلة في مقدمته لديوان أزجال والده، المسمى معنى رشيد نخلة أبياتا منها، ومن الواضح أن رشيد نخلة قد عارض فيها قصيدتي محسن الهزاني وعبد رنية الشهيرتين، والابيات التي أوردها هي:
يـا مير مـن جنب الطويلع بيومين..... مربع وضيح الرحب لتقول جنه
مسبح بعمدان الذهب طول رمحين..... والخـز والديبـاج مـن تحتهنـه
والتمر بزهير السمن عقد كومين..... والنوق تردف من ورا الجوف بنه
وبيض المذاكى تحيط بالربع صفين..... غيه مصاليت العرب فوقهنه
ويا محسن الهزان وتمر بالعين..... اخت القمـر وتقول للعقـل جنـه
ذباحة بالعين من بين هدبين..... لوسايلوك السحر لتقــول هنـه
تحدج على الوركين من فوق ساقين..... ما ند لون العاج من لونهنه
ومن حولها زينات غرن تهادين..... والعنبر الفواح بردانهنه
وقد طبعت رواية «محسن الهزان» في 1936 ببيروت ثم عام 1940 في البرازيل، ثم طبعت في صيدا بلبنان مرة أخرى، وطبعت في سوريا باسم آخر وهو «هند بنت جفيل».
لنخلة في الشعر الفصيح «ديوان الشاعر السماويّ»، اختار له هذا الاسم لقول ولي الدين يكن في صاحبه (كتاب «عفو الخاطر»، 1955) إنه «شاعر سماوي». وله في الزجل: «معنّى رشيد نخلة» (1945) «عنتر»(رواية) «محسن الهزّان» (رواية/1936) «تكملة معنّى رشيد نخلة» و«الديوان اللبناني». يقول مارون عبود: «إن الرشيد خير من حفل زجله بالصور والمعاني والألوان، وقد تجد كثيراً من هذه الصور في الشعر الفصيح، لأن أبا أمين شاعر فصيح واسع الاطلاع، وقف حياته على السياسة والشعر..».
ينفي رشيد نخلة أن يكون الزجل منافساً للشعر الفصيح، لكنه يُدلِّل على أهميته ناقلاً كلام الكاتب الفرنسي، موريس بار، في «كتاب المنفى»: الآن عرفتُ ما كنت أجهله، فإنكم، أنتم جماعة الشعراء الشعبيين، تعيشون في بيوت الناس، ونحن نعيش في كتبهم (...) فلا بدع إذ نراكم أشدَّ حرارة منّا". ثم يتناول الشاعر الفرنسي الزجّال الشهير ميسترال (1830 - 1914) إمام الزجَّالين في فرنسا، والفائز بجائزة نوبل للآداب (1904)، والذي كان ينافس فيكتور هوغو، مُبيِّناً أن لميسترال الفضل في انبعاث اللغة البروفنسية في فرنسا.
بخصوص تأليف النشيد الوطني أوردت جريدة «بيروت» في عددها الصادر يوم 22 تشرين الثاني (نوفمبر) 1944 فصلاً بعنوان «كيف نظم رشيد نخلة النشيد الوطني» جاء فيه: «ألّفت الحكومة عام 1925 لجنة تحكيم بين الشعراء المتبارين في نظم النشيد الوطني على رأسها الأستاذ الكبير الشيخ عبد الله البستاني ومن جملة أعضائها الشيخ إبراهيم المنذر والأستاذ عبد الرحيم قليلات والأستاذ وديع عقل والأستاذ الياس فيّاض وسواهم. وجعلت الحكومة للشاعر الفائز في المباراة جائزة مالية قدرها 1000 ليرة سورية. وقد تبارى معظم الشعراء في لبنان وفي المهجر».
وتتابع الصحيفة: "وكان رشيد بك يومئذ في بيروت، وصادف ذات مرّة أنه كان في بيت أحد أصدقائه من كبار رجال السياسة في البلاد، ودار الحديث على النشيد الوطني ومباراته، فقيل في الجلسة إنه أصعب شيء إيجاد نشيد وطنيّ عام في وطن مقسَّم الميول والنزعات والطوائف، أشبه ما يكون بالفسيفساء وبرج بابل. فقال رشيد بك: ولكن الشعراء المتبارين لا يعدمون إيجاد النشيد الجامع لمختلف النزعات في الوطن، كأن يقال مثلاً "كلنا للوطن". فقيل له: هذا والله أبرع استهلال، فليتك يا رشيد بك تمضي في النظم عليه، وهكذا كان".إلى أن تقول الصحيفة: "وكان رئيساً للوزارة يومئذ فخامة الشيخ بشارة الخوري، فلما أُرسلت إليه القصيدة الفائزة وعليها اسم ناظمها قال في مجلس الوزراء هذه الكلمة المشهورة: "الحمد لله فإن صاحب نشيدنا الوطني من أشهر رجال الوطنية". وكان في الأصل هذا المقطع:
ما عرانا انفصالْ... في الملمّ العصيبْ
الصليب الهلالْ... الهلال الصليبْ
فاجتمع فخامة الرئيس الشيخ بشارة إلى رشيد بك، واقترح الشيخ بشارة حذف هذا المقطع، وكان ذلك في جلسة لمجلس الوزراء، كي لا يكون في النشيد ما يذكّر اللبنانيين بطائفية وانقسام، فقبل رشيد بك بذلك وحذف المقطع".
بُويع رشيد نخلة بإمارة الزجل عام 1933 فكان أول أمير للزجل في لبنان. وقد أقيم احتفال كبير يوم 13 نيسان (أبريل) ذلك العام لمناسبة هذه المبايعة في «نادي الكريستال» لكن نخلة لم يحضره لأن ساقه كانت قد بُترت بسبب مرض السكّري الذي أصابه. وعن ذلك يقول عيسى اسكندر المعلوف:
لاقى رشيد نخلة الكثير من التكريم الرسمي والشعبي في حياته وبعد وفاته، ففي العام 1950 أقامت له الحكومة اللبنانية تمثالا في بلدة الباروك، كما هناك شارع يحمل اسمه في منطقة رمل الظريف ببيروت.

## وصلات خارجية
- أمير الشعراء وأمير الغزل في ضيافة أمير الزجل/ جريدة الرياض
- الشاعر اللبناني رشيد نخلة